# Figuinha-de-rabo-castanho
A figuinha-de-rabo-castanho (Conirostrum speciosum) é uma espécie de ave da família Fringillidae.
Pode ser encontrada nos seguintes países: Argentina, Bolívia, Brasil, Colômbia, Equador, Guiana Francesa, Guiana, Paraguai, Peru, Suriname e Venezuela. Seus habitats naturais são: florestas subtropicais ou tropicais húmidas de baixa altitude e florestas secundárias altamente degradadas.
O nome figuinha-de-rabo-castanho foi selecionado como nome vernáculo técnico para a espécie pelo Comitê Brasileiro de Registros Ornitológicos (CBRO) em 2021.